# Kanton Valence-2
Kanton Valence-2 (fr. Canton de Valence-2) je francouzský kanton v departementu Drôme v regionu Rhône-Alpes. Skládá se pouze z části města Valence.